# 239

239(이백삼십구)는 238보다 크고 240보다 작은 자연수다.

## 수학
- 52번째 소수다. 앞의 소수는 233이고, 다음은 241이다.
  - 17번째 소피 제르맹 소수(↔ 479)다. 앞의 소피 제르맹 소수는 233, 다음은 251이다.
- {\displaystyle 10^{7}-1}은 239로 나누어떨어진다.

## 과학
- NGC 239: 고래자리 방향에 있는 나선은하.

## 교통

### 철도
- 서울 지하철 2호선 홍대입구역의 역번호.
- 부산 도시철도 2호선 호포역의 역번호.
- 대구 도시철도 2호선 고산역의 역번호.

### 도로
- 일본 239번 국도(일본어판): 홋카이도 아바시리시에서 루모이시까지 이어지는 일본의 국도.
- 현도 제239호선

## 문화유산
- 대한민국의 국보 제239호: 송시열 초상
- 대한민국의 보물 제239호: 분청사기 상감모란문 매병
- 대한민국의 사적 제239호: 거창 둔마리 벽화 고분

## 방송
- 지니 TV의 WBS 원음방송 채널 번호.
- LG헬로비전의 NBS 한국농업방송 채널 번호.
- B tv 케이블의 중국 영화 채널인 셀레스티얼 무비 채널 번호.
- KT HCN의 i 플레이 채널 번호.

## 기타
- 연도: 239년, 기원전 239년
- 말레이시아 항공 370편 실종 사건 당시 탑승한 탑승객 수는 239명이다.